# 人間開花
《人間開花》（人間開花）是日本音乐组合RADWIMPS主打第6张、通算第8张录音室专辑。2016年11月23日由环球音乐挂厂牌、EMI Records（原EMI）发售。

## 概要
前作《×和o和罪》之后暌违约3年后再次发布的原创音乐专辑。同样收录了新海诚电影《你的名字。》中的主题曲《前前前世》、《Sparkle》的原始版。
专辑收录的单曲虽然只有《記号として/‘I’ Novel》，但由于之前有以RADWIMPS名义发售的原声带《你的名字。》中收录的曲目是实质上的主打单曲。
专辑封面的模特是莫托拉·世理奈。

## 音乐视频
※单曲收录曲目请参考各具体链接页面。

### 作為記號
音乐录音带的导演一职继前作《會心一擊》（会心の一撃）之后再次由大久保拓朗担当。以表现出在天地扭曲失衡的世界中，宣布激进的演出的RADWIMPS的身姿。2015年12月22日在YouTube上公开。

## 关于音乐
※单曲收录曲目请参考各具体链接页面。
1. Lights go out[2]。
2. 光[2]。
3. AADAAKOODAA
4. 前前前世 [original ver.]
  - 实际上是电影《你的名字。》中原先所使用的版本。在原曲配乐完成后，野田洋次郎又补充了新的歌词，在此基础上制作成为完成版。聽說這是在新海誠電影中的一部分場景但被切。演奏時間比电影版本略短一点。
5. Sparkle [original ver.]（スパークル [original ver.]）
  - 这个版本比电影版短两分多钟，但在删减间奏的同时追加有更多的歌词和唱段。
6. 作為記號（記号として）
  - 「おしゃかしゃま」和「DADA」を思わせる、バキバキにヘヴィーでファンキーな曲[3]。
7. ‘I’ Novel
  - 东京地铁的推广活动「Find my Tokyo.」的第3支广告「『私を惹きつける池袋』篇」的广告歌[4]。
  - 在CD发售之前的10月9日「‘I’ Novel」先期开放推送[5]。
8. 火柴人
  - 日本電視台電視劇《科學怪人之戀》主題曲。[6]。
9. 作為記號[7]。
10. 火花 [original ver.]

## 推广
在专辑发布之前就已经确定了初回限定盘内附DVD将收录用电影《你的名字。》的片段影像制作的《Sparkle [original ver.]》音乐视频。随之，《Sparkle [original ver.] -Your name. Music Video edition- 》预告版视频于10月27日在YouTube上公开。

## 巡回演出
2017年RADWIMPS将携本作进行名为「RADWIMPS LIVE TOUR 2017」的巡回演出。

## 收录曲目
| CD       | CD                                                    | CD      |
| 曲序     | 曲目                                                  | 时长    |
| -------- | ----------------------------------------------------- | ------- |
| 1.       | Lights go out                                         | 2:58    |
| 2.       | 光                                                    | 4:00    |
| 3.       | AADAAKOODAA（一下這樣一下那樣）                       | 3:05    |
| 4.       | トアルハルノヒ（某個春日）                            | 5:37    |
| 5.       | 前前前世 [original ver.]                              | 4:35    |
| 6.       | 'I' Novel（18thシングル表題曲）                       | 5:57    |
| 7.       | アメノヒニキク（傾聽雨天）                            | 5:38    |
| 8.       | 週刊少年ジャンプ（周刊少年JUMP）                      | 5:51    |
| 9.       | 棒人間（火柴人）                                      | 4:43    |
| 10.      | 記号として（作為記號）                                | 5:13    |
| 11.      | ヒトボシ（人星）                                      | 4:19    |
| 12.      | スパークル [original ver.]（Sparkle [original ver.]） | 6:48    |
| 13.      | Bring me the morning                                  | 0:54    |
| 14.      | O&O                                                   | 4:33    |
| 15.      | 告白                                                  | 6:41    |
| 总时长： | 总时长：                                              | 1:15:08 |

## 初回限定盤DVD
初回限定盘DVD还收录了2015年12月23日，在幕张国际展览中心（幕張メッセ国際展示場）4 - 6会议大厅举行的「10th ANNIVERSARY LIVE TOUR FINAL RADWIMPS最初最初的總結」的实况摘要。

### 收录内容
- Tremolo（トレモロ）
- 是。（ます。）
- 透明人18號 （透明人間18号）
- 億萬笑者（億万笑者）
- π（π）
- 有心論（有心論）
- 野餐（ピクニック）
- DADA（DADA）
- 第25對染色體 （25コ目の染色体）
- 好嗎？ （いいんですか?）
- 你與羊與青（君と羊と青）
- 會心一擊（会心の一撃）
- 二人事（ふたりごと）